# Bertram Ross
Bertram Ross, nato Bertram Ross Prensky (Brooklyn, 14 novembre 1920 – New York, 20 aprile 2003), è stato un ballerino e coreografo statunitense, famoso per il suo lavoro con la Martha Graham Dance Company, con la quale si esibì per due decenni. Era il compagno di ballo di lunga data di Martha Graham e il creatore di ruoli maschili nella maggior parte dei suoi più importanti balletti degli anni '50 e '60, tra cui Adam in Embattled Garden e Agamemnon e Orestes in Clitennestra. Dopo aver lasciato la compagnia di Graham, Ross ha insegnato, coreografato e formato la sua compagnia di danza. In seguito, ha fatto un tour in duo di cabaret con il suo vero compagno di vita, il compositore e pianista John Wallowitc.

## Biografia

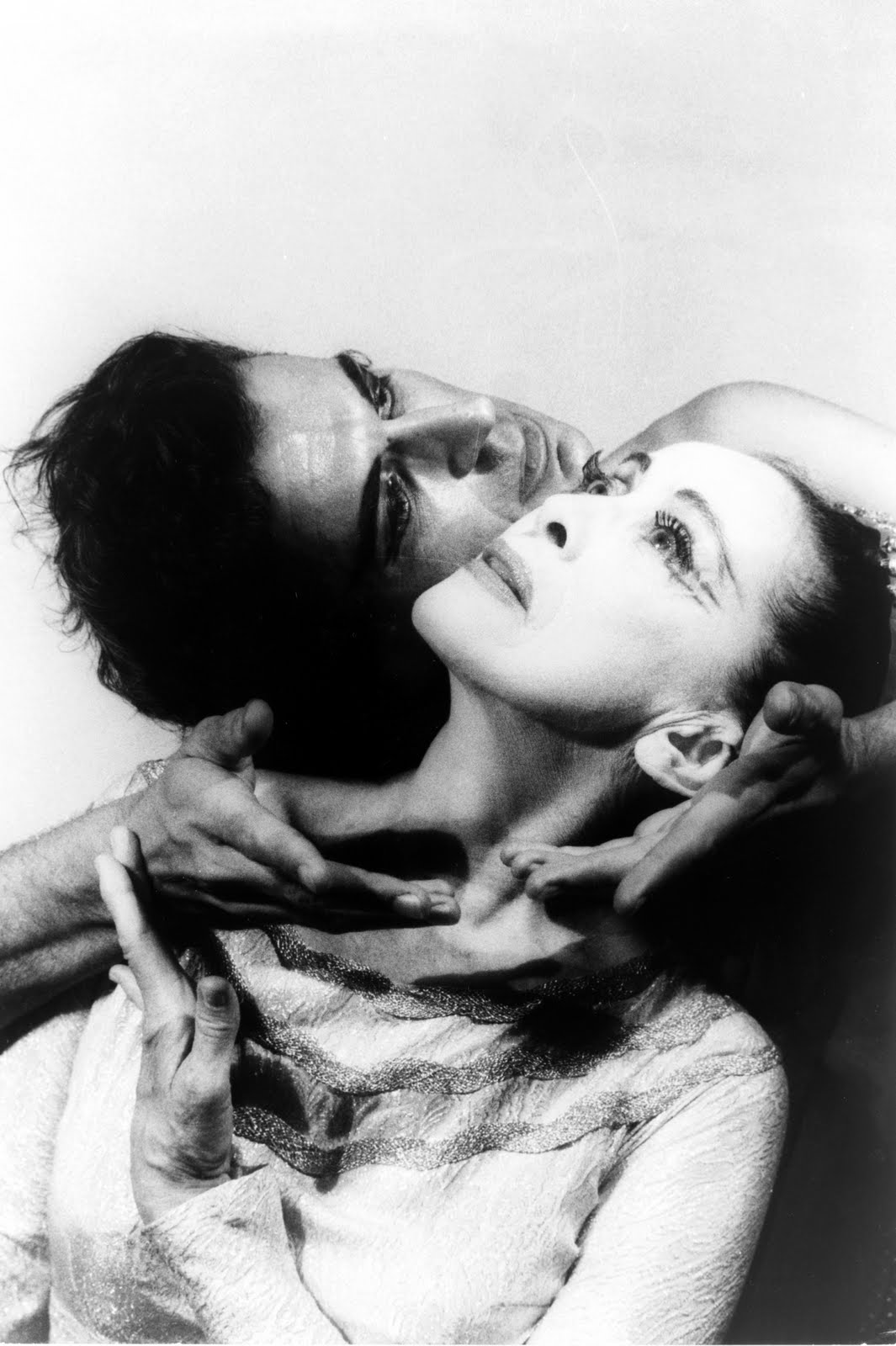
Martha Graham Bertram Ross 1961

Ross nacque come Bertram Ross Prensky a Brooklyn, New York. È stato iniziato allo spettacolo in tenera età. Su esortazione di sua madre ha studiato pianoforte, ma inizialmente era più interessato alla pittura. Ha frequentato l'Oberlin College, poi ha trascorso la seconda guerra mondiale come cartografo per l'esercito. Nel 1947 tornò a New York per continuare gli studi di pittura presso l'Art Students League. Poco dopo scoprì Martha Graham.

### Carriera nella danza
Ross iniziò a frequentare le lezioni alla Martha Graham's School sotto la G.I. Bill (The Servicemen's Readjustment Act of 1944). Quando ricevette una borsa di studio dal Connecticut College, prese lezioni di danza lì come primo studente maschio, poi fece un breve tour con il Dudley-Maslow-Bales Dance Trio.
Nel 1949 Graham invitò Ross a unirsi alla sua compagnia. Nel 1953, dapprima fu suo partner come Edipo, con lei come Giocasta, nel balletto Night Journey. Merce Cunningham aveva lasciato la compagnia nel 1951, quindi Graham aveva bisogno di sostituzioni per alcuni dei suoi ruoli. A quell'epoca Graham aveva 59 anni, Ross, 33. La superba tecnica di Ross, la presenza scenica potente e dignitosa e la bellezza sgargiante gli procurarono anche parti principali in molte delle nuove coreografie di Graham. Tra questi c'erano Adam in Embattled Garden, San Michele in Seraphic Dialogue, Agamennone e Oreste in Clytemnestra e Fratello Sole in Canticle For Innocent Comedians. In totale, Ross ha creato 35 ruoli nel repertorio.
I critici descrivevano alcuni dei suoi personaggi nei drammi psicosessuali della Graham come "colorati e persino impressionanti". Lo stesso ballerino ha dichiarato: "Ogni notte e due volte nei giorni della matinée sono stato picchiato, decapitato, accecato e castrato ed è stato meraviglioso! Non ho mai perso uno spettacolo".
Alcune delle esibizioni sono documentate: Appalachian Spring (1958) - Appalachian Spring di Graham fu girato per la televisione e presentato da WQED di Pittsburgh. Il cast include la Graham come The Bride, Ross come The Revivalist, Stuart Hodes nei panni di The Husbandman, Matt Turney nel ruolo di Pioneer Woman, e Yuriko, Helen McGehee, Ethel Winter, Miriam Cole nei panni di The Revivalist's Flock. Il pezzo presenta una colonna sonora originale di Aaron Copland.
A Dancer's World (documentario per il cinema TV del 1957) - Un altro documentario girato e trasmesso inizialmente da WQED. Progettato come introduzione al lavoro di Graham e narrato dalla coreografa, il film mostra la compagnia nello studio mentre mostra vari aspetti del suo approccio creativo e della sua tecnica.
Martha Graham: An American Original in Performance (documentario del 1957) - Il film di 90 minuti include tre spettacoli storici, A Dancer's World, Appalachian Spring e Night Journey, la leggenda di Edipo con Ross nel ruolo del protagonista.
Night Journey (documentario del 1960) - Il film in bianco e nero del regista austriaco Alexander Hammid è stato pubblicato come parte di una monografia, Films on Ballet e Modern Dance: Notes and a Directory, pubblicata dalla American Dance Guild.
Martha Graham: The Dancer Revealed, American Masters (documentario della serie TV del 1994) - Il documentario racconta la vita e il lavoro della Graham. Ross ed ex membri della compagnia, tra gli altri, fanno commenti.
Nel 1966, quando Martha Graham si ammalò, Ross fu nominato co-direttore della compagnia, prima con Robert Cohan, poi con Mary Hinkson, entrambe ballerine veterane di Graham. Ross e Hinkson mantennero la troupe e la scuola in servizio durante l'assenza della Graham. Entrambi si dimisero quando tornò con un nuovo regista, il non-ballerino Ronald Protas. Ross lasciò la compagnia nel 1973, a quanto pare a causa di divergenze artistiche con Protas.

### Dopo Graham
Dopo aver lasciato la Martha Graham Dance Company, Ross si è esibito come artista ospite con altre compagnie di danza, ha insegnato la tecnica Graham ed ha lavorato come coreografo. Ha tenuto lezioni alla Juilliard, all'Università di New York e al Mary Anthony Studio. Durante gli anni '70 e '80, ha fatto un tour con la sua compagnia, la Bertram Ross Dance Company, per la quale creò danze come Totem e Vanya: Three Pastels. Ross ha anche diretto progetti di danza da solista, tra cui Noah e Raymond Duncan, un ritratto del fratello di Isadora Duncan. Dopo la morte di Graham, ha ricreato molti dei suoi pezzi per la compagnia Graham.
Ha anche ricoperto alcuni ruoli come attore. Nel 1961, apparve come personaggio di Haman in un episodio intitolato Esther sulla serie TV Lamp Unto My Feet. Nel 1962, si esibì in un episodio, Splendor in the Rice, nella commedia canadese The Wayne e Shuster Hour. Nel film di Amy Greenfield Antigone/Rites of Passion ha interpretato i doppi ruoli di Edipo e Creonte.
Nel 1973 ha fatto il suo debutto come cantante, quando si è esibito scherzosamente con Wallowitch al decimo anniversario di The Ballroom. Ross cantò un numero comico di Irving Berlin, Cohen Owes Me $ 97, che intonò nello spesso accento yiddish per il quale Berlin l'aveva scritto. La risposta del pubblico è
fu così travolgente, che il proprietario del club suggerì che la coppia formasse un duo.
Nel 1984, Ross e Wallowitch iniziarono ad esibirsi nella scena di cabaret per due uomini, che includeva brani meno noti di Rodgers e Hart, Johnny Mercer e Harold Arlen, combinati con le parodie musicali di Wallowitch. Lanciarono la routine al The Ballroom, poi la portarono in giro per gli Stati Uniti e a Londra, dove apparvero a Pizza on the Park, il venerabile (ormai chiuso) locale del jazz. Non molto tempo prima della morte di Ross, nel novembre 2002, la coppia apparve nella Danny's Skylight Room a Manhattan.
Il regista Richard Morris raccontò l'unione personale e professionale di oltre 30 anni della coppia nel film del 1999 Wallowitch e Ross: This Moment. Un CD del loro atto di cabaret, Wallowitch e Ross (Miranda Music) è stato pubblicato nel 2003 per accompagnare il film. Nel 2016, "Wallowitch & Ross: This Moment" fu inserito nell'archivio cinematografico dell'American Academy of Motion Picture per la conservazione permanente.

## Vita privata
Ross non faceva mistero della sua omosessualità. Incontrò Wallowitch attraverso amici comuni nella comunità artistica; entrambi avevano già familiarità con il lavoro dell'altro. Vissero insieme per più di 35 anni. Ross morì di polmonite il 20 aprile 2003. Aveva anche sofferto di morbo di Parkinson negli ultimi anni. È sepolto accanto a Wallowitch, morto nel 2007, nel cimitero di Kensico nel Valhalla, a New York.